# Suspenze (paleografie)
Suspenze neboli zkomolení znamená v paleografii způsob zkrácení slova pomocí zkomolení. Základem zkratky je typická část daného slova (nejčastěji první písmeno, příp. písmena uvnitř slova), konec slova se zcela vynechá a při následné interpretaci je doplňován dle kontextu. Zvláštním typem jsou tzv. sigly, užívané již od antiky, které označují v určitých souvislostech běžné termíny pouze prvními písmeny.
Příklady
V římských úředních textech se užívaly např. zkratky: R.P. (=res publica), IMP (=imperator), v novověkých latinských textech se užívá např. D. (=dominus), S. (sanctus).